# حرب الاستمرار
حرب الاستمرار (بالفنلندية jatkosota ؛ بالروسية Война-продолжение) ثانية اثنتين من الحروب التي بين نشبت فنلندا والاتحاد السوفيتي خلال الحرب العالمية الثانية وقد استمرت من 25 يونيو 1941 حتى 19 سبتمبر 1944).
في زمن الحرب، استخدم هذا الاسم لتوضيح العلاقة البينة مع حرب الشتاء السابقة.
في بداية، رأى الاتحاد السوفياتي في الحرب عملية للاحتلال فنلندا، وفقاً للخطة التي وضعت في آيار مايو 1941، قبل شهر واحد من الهجوم السوفياتي الافتتاحي الحرب.
خلال الفترة الحرب الباردة، معترفاً بأنه من بدأها، صـَوّر الاتحاد السوفياتي الحرب كجزء من نضاله ضد ألمانيا النازية وحلفائها في الحرب الوطنية العظمى. يشار إليها بالحرب السوفيتية الفنلندية، 1941-1944  ، أو كجزء من العمليات الشاملة على الجبهة الكريلية.
رأت ألمانيا النازية في عملياتها بالمنطقة جزءاً من مجهودات حربها الشاملة في الحرب العالمية الثانية. وشاركت من خلال توفير الدعم المادي والتعاون العسكري مع فنلندا.
أعلنت المملكة المتحدة الحرب على فنلندا في 6 ديسمبر 1941 ، تبعها الدومينيون بعد ذلك بوقت قصير. وبالتالي، فإن حرب الاستمرار هي حالة نادرة في إعلان ديمقراطيات الحرب على ديمقراطيات أخرى، على الرغم من أن القوات البريطانية لم تكن من المشاركين الرئيسيين في الحرب بصرف النظر عن الغارة على شيركنيس و بتسامو.

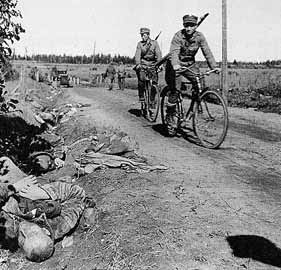
جنود الفنلنديون يمرون بحثث قتلى سوفيات من وحدة سوم المحاصرة .لم

 تشارك الولايات المتحدة في القتال أو تعلن الحرب ضد أي من الطرفين، ولكنها أرسلت أعتدة كثيرة إلى الاتحاد السوفياتي من أجل استخدامها في جهود الحرب ضد ألمانيا وحلفائها.
انتهت الأعمال العدائية بين القوات الفنلندية وتلك السوفياتية في أيلول سبتمبر 1944، وصادقت إتفاقية باريس لعام 1947 على الختام الرسمي لحرب الاستمرار.

## الخلفية

### قبل الحرب العالمية الثانية
رغم أن كاريليا الشرقية لم تكن أبداً جزءاً من الدولة الفنلندية الحديثة، كان جزء كبير من سكانها كاريليون ناطقون بالفنلندية. بعد إعلان استقلال فنلندا، ظهرت أصوات تدعو إلى ضم كاريليا الشرقية ل«إنقاذها من الاضطهاد». أدى ذلك إلى عدد قليل من عمليات التوغل في المنطقة (بعثة فيينا وبعثة أونوس) إلا أنها لم تكلل بالنجاح. وأثارت فنلندا مسألة كاريليا الشرقية في عصبة الأمم مرات عدة دون جدوى.
في الدوائر غير اليسارية، كان دور الإمبراطورية الألمانية في انتصار الحكومة «البيضاء» على الاشتراكيين المتمردين أثناء الحرب الأهلية الفنلندية معروف، رغم أن الغالبية فضلت الدعم البريطاني والإسكندنافي على ذلك الألماني. اتجهت السياسة الأمنية لفنلندا المستقلة أولا نحو حاجز وقائي، حيث الدول المستقلة حديثاً بولندا وليتوانيا ولاتفيا واستونيا، وقد تشكل فنلندا حليفاً دفاعياً ضد الاتحاد السوفياتي، ولكن بعد انهيار المفاوضات تحولت فنلندا إلى عصبة الأمم من أجل الأمن. كما لاقت الاتصالات مع الدول الإسكندنافية نجاحاً بسيطاً. في عام 1932، وقعت فنلندا والاتحاد السوفياتي معاهدة عدم اعتداء، ولكن حتى المحللين المعاصرين يعتبروها بلا قيمة.
انتهك الاتحاد السوفياتي اتفاق سلام 1920 في عام 1937 بإقافته لتنقل السفن الفنلندية بين بحيرة لادوغا وخليج فنلندا عبر نهر نيفا. وكان الاستخدام الحر للسفن تجارية لهذا الطريق أحد بنود هذا الاتفاق.

### حرب الشتاء

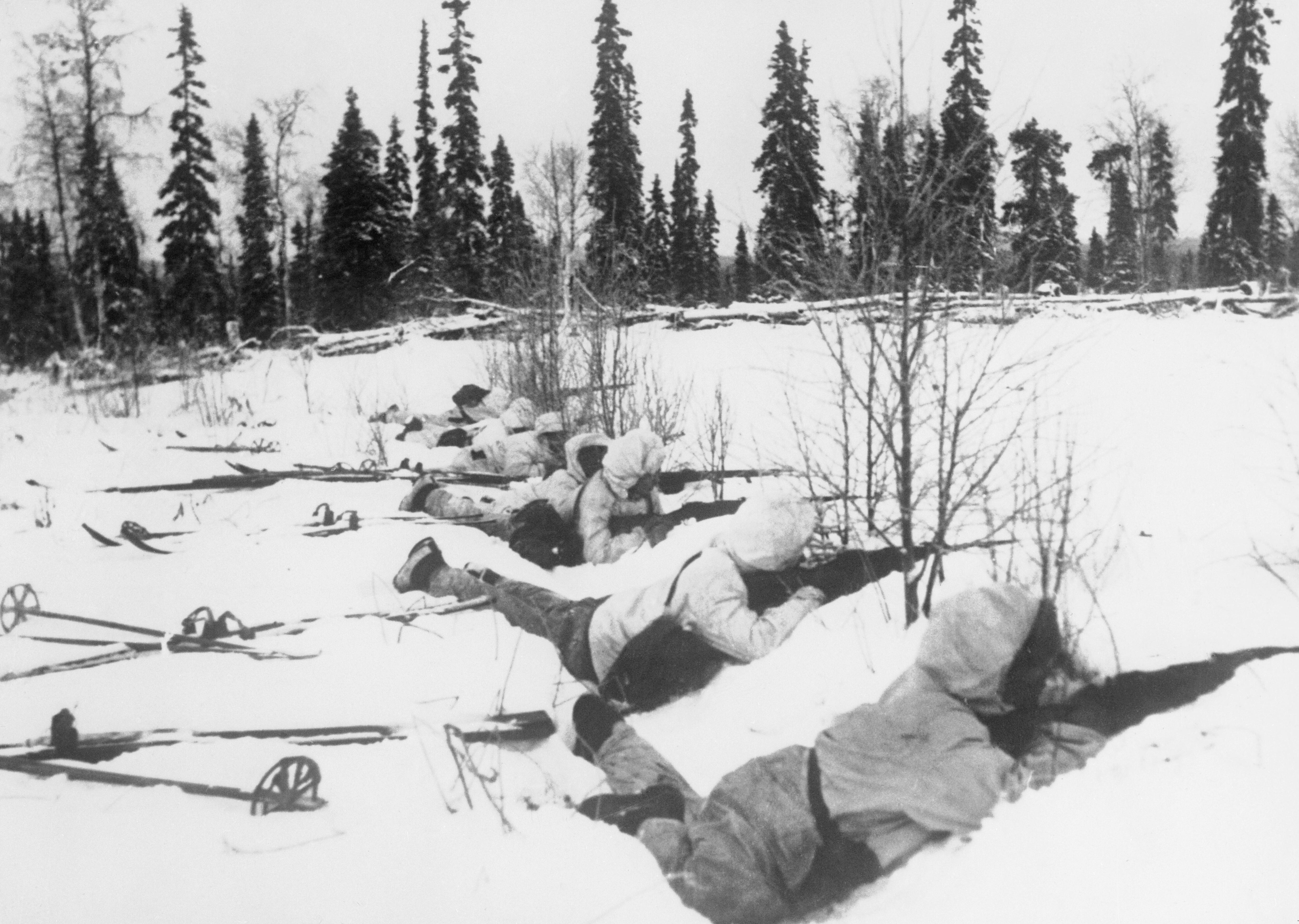
قوات المتزلجين الفنلندية في شمال فنلندا يوم 12 يناير 1940

مكـّن ميثاق مولوتوف ريبنتروب في عام 1939 الاتحاد السوفياتي من التهديد بغزو ليتوانيا ولاتفيا واستونيا وفنلندا من دون تدخل ألماني. سرعان ما ضـُمت دول البلطيق الثلاث إلى الاتحاد السوفياتي. قـُدمت طلبات إلى فنلندا للتنازل عن أراضي شمال لينينغراد، وتأجير شبه الجزيرة هانكو وإعطاء القوات السوفيتية حقوق مرور في مقابل الحصول على أراضي سوفياتية من كاريليا الشرقية. بالمقابل اقترح الفنلنديون مضاعفة المسافة بين لينينغراد والحدود الفنلندية، بيد أن ذلك لم يكن كافياً للسوفييت. وبطلب الجانب السوفياتي في النهاية خرق خط مانرهايم وهانكو وحقوق المرور، رفضت فنلندا ونتيجة لذلك هاجمها الاتحاد السوفياتي في 30 نوفمبر 1939. لم تكن لإدانة عصبة الأمم والبلدان في جميع أنحاء العالم أي تأثير على السياسة السوفياتية. أُقرت مساعدة دولية لفنلندا، ولكن لم يتحقق سوى القليل جدا منها.
وضعت معاهدة سلام موسكو الموقعة يوم 12 مارس 1940 حداً للحرب الشتاء. وكانت المعاهدة وخيمة على فنلندا. فقد خسرت خـُمس صناعتها و 11 ٪ من الأراضي الزراعية، كما هو حال فيبوري ثاني أكبر مدينة في البلاد. ونزح نحو 12 ٪ من سكان فنلندا من تلك الأراضي إلى جانبها من الحدود. كانت مؤجرة هانكو للاتحاد السوفياتي كقاعدة عسكرية. ومع ذلك، فإن فنلندا تجنب وجود مرفق الاتحاد السوفياتي في البلد كله.

### التوسع الألماني والسوفيتي في أوروبا
بعد حرب الشتاء، نظر الفنلنديون إلى ألمانيا بارتياب، لأنها كانت تعتبر حليفة للاتحاد السوفيتي. ومع ذلك، سعت الحكومة الفنلندية إلى استعادة العلاقات الدبلوماسية مع ألمانيا، لكنها واصلت أيضًا سياستها ذات التوجه الغربي وتفاوضت على اتفاقية التجارة الحربية مع المملكة المتحدة.  نُبذت الاتفاقية بعد الغزو الألماني للدنمارك والنرويج في 9 أبريل 1940 مما أدى إلى قطع المملكة المتحدة لجميع الاتصالات التجارية والمرورية مع دول الشمال. مع سقوط فرنسا، لم يعد التوجه الغربي يعتبر خيارًا قابلًا للتطبيق في السياسة الخارجية الفنلندية. في 15 و16 يونيو احتل الاتحاد السوفيتي دول البلطيق دون مقاومة وولوا عليها ما يعرف بأنظمة الحكم الدمية التابعة للسوفييت. وفي غضون شهرين، دُمجت إستونيا، ولاتفيا، وليتوانيا في الاتحاد السوفيتي كجمهوريات سوفيتية، وبحلول منتصف عام 1940 حاصرت الدول المعادية مثل ألمانيا والاتحاد السوفيتي الديمقراطيتان الشماليتان المتبقيتان، فنلندا والسويد.
في 23 يونيو بعد فترة وجيزة من بدء الاحتلال السوفيتي لدول البلطيق، اتصل وزير الخارجية السوفيتي فياتشيسلاف مولوتوف بالحكومة الفنلندية مطالبًا إياها بإصدار رخصة تعدين لمناجم النيكل في بلدية بيتسامو  لصالح اتحاد الجمهوريات الاشتراكية السوفيتية أو السماح بإنشاء شركة سوفيتية فنلندية مشتركة للعمل هناك كخيار آخر. لكن الترخيص كان قد مُنح لشركة بريطانية كندية بالفعل، ورفضت فنلندا الطلب. في الشهر التالي، طالب السوفييت فنلندا بتدمير الحصون على جزر أولاند ومنح الاتحاد السوفيتي الحق في استخدام السكك الحديدية الفنلندية لنقل القوات السوفيتية إلى القاعدة السوفيتية المستحوذ عليها حديثًا في هانكو. وافق الفنلنديون مكرهين على هذه المطالب. في 24 يوليو اتهم مولوتوف الحكومة الفنلندية باضطهاد الجمعية الفنلندية السوفيتية للسلام والصداقة، وهي مجموعة موالية للشيوعية، وبعد ذلك بوقت قصير أعلن دعمه لها. ونظمت الجمعية مظاهرات في فنلندا تحول بعضها إلى أعمال شغب.
تؤكد المصادر الروسية، مثل كتاب فرصة ستالين الضائعة، أن أفضل تفسير للسياسات السوفيتية المؤدية إلى حرب الاستمرار هو أنها تدابير دفاعية بالوسائل الهجومية. وصف التقسيم السوفيتي لبولندا المحتلة مع ألمانيا، والاحتلال السوفيتي لليتوانيا ولاتفيا وإستونيا، والغزو السوفيتي لفنلندا في حرب الشتاء بأنه عناصر لبناء منطقة أمنية سوفيتية، أو منطقة عازلة، ضد التهديد المتصور من القوى الرأسمالية في أوروبا الغربية. ترى المصادر الروسية أن إنشاء دول تابعة للاتحاد السوفيتي في فترة ما بعد الحرب العالمية الثانية في دول حلف وارسو والمعاهدة الفنلندية السوفيتية لعام 1948 هو تتويج لخطة الدفاع السوفيتية. اعترض المؤرخون الغربيون، مثل نورمان ديفيز وجون لوكاش، على هذا الرأي ووصفوا السياسة السوفيتية قبل الحرب بأنها محاولة للبقاء خارج الحرب واستعادة الأراضي التي فقدتها بعد سقوط الإمبراطورية الروسية.

### العلاقات بين فنلندا وألمانيا والاتحاد السوفيتي
في 31 يوليو 1940 أصدر المستشار الألماني أدولف هتلر أمرًا بالتخطيط لشن هجوم على الاتحاد السوفيتي، مما يعني أنه كان على ألمانيا إعادة تقييم موقفها فيما يتعلق بكل من فنلندا ورومانيا. حتى ذلك الحين، رفضت ألمانيا المناشدات الفنلندية لشراء الأسلحة، ولكن مع احتمال غزو روسيا، عُكست هذه السياسة، وفي أغسطس سُمح بالبيع السري للأسلحة إلى فنلندا. ووقعت السلطات العسكرية اتفاقًا في 12 سبتمبر، وأرسِل تبادل رسمي للمذكرات الدبلوماسية في 22 سبتمبر. في الوقت نفسه، سُمح للقوات الألمانية بالمرور عبر السويد وفنلندا. وكان هذا التغيير في السياسة يعني أن ألمانيا أعادت بالفعل رسم حدود منطقتي النفوذ الألمانية والسوفيتية، منتهكة بذلك ميثاق مولوتوف -ريبنتروب.
وردًا على هذا الوضع الجديد، زار مولوتوف برلين في 12-13 نوفمبر 1940. وطلب من ألمانيا سحب قواتها من فنلندا والتوقف عن تمكين المشاعر الفنلندية المعادية للسوفييت. وذكَّر الألمان باتفاقية عدم الاعتداء السوفيتية الألمانية لعام 1939. استفسر هتلر عن كيفية تخطيط الاتحاد السوفيتي لتسوية «المسألة الفنلندية»، والتي رد عليها مولوتوف بأنها ستعكس الأحداث في بيسارابيا ودول البلطيق. رفض هتلر مسار العمل هذا. وفي ديسمبر أعرب كل من الاتحاد السوفيتي وألمانيا والمملكة المتحدة عن آرائهم بالمرشحين المناسبين للرئاسة الفنلندية. كان ريستو ريتي هو المرشح الوحيد الذي لم تعترض عليه أي من القوى الثلاث وانتخِب في 19 ديسمبر.
في يناير 1941 طالبت موسكو فنلندا بالتخلي عن السيطرة على منطقة التعدين بيتسامو  للسوفييت، لكن فنلندا، التي شجعتها القوة الدفاعية التي أعيد بناؤها والدعم الألماني، رفضت المقترح. في 18 ديسمبر 1940 وافق هتلر رسميًا على عملية بارباروسا، ما مهد الطريق للغزو الألماني للاتحاد السوفيتي، وقد توقع مشاركة كل من فنلندا ورومانيا. خلال هذه الفترة، التقى اللواء الفنلندي بآفو تالفيلا مع الألماني الجنرال أوبرست فرانز هالدر ومارشال الرايخ هيرمان غورينغ في برلين. وكانت هذه هي المرة الأولى التي يبلغ فيها الألمان الحكومة الفنلندية، بعبارات دبلوماسية مصاغة بعناية، أنهم كانوا يستعدون للحرب مع الاتحاد السوفيتي. كُشف عن الخطوط العريضة للخطة الفعلية في يناير 1941 وبدأ الاتصال المنتظم بين القادة العسكريين الفنلنديين والألمان في فبراير.
في أواخر ربيع عام 1941 قدم الاتحاد السوفيتي عددًا من بوادر حسن النية لمنع فنلندا من الوقوع تمامًا تحت النفوذ الألماني. استبدِل بالسفير إيفان زوتوف بافيل أورلوف الأكثر مرونة. علاوة على ذلك، أعلنت الحكومة السوفيتية أنها لم تعد تعارض التقارب بين فنلندا والسويد. ومع ذلك، لم يكن لهذه الإجراءات التصالحية أي تأثير على السياسة الفنلندية. رغبت فنلندا في العودة إلى الحرب العالمية الثانية بسبب الغزو السوفيتي لفنلندا خلال حرب الشتاء، والتي حدثت بعد أن فشلت النوايا الفنلندية بالاعتماد على عصبة الأمم وحياد دول الشمال لتجنب النزاعات بسبب نقص الدعم الخارجي. هدفت فنلندا في المقام الأول إلى عكس خسائرها الإقليمية من معاهدة السلام في موسكو في مارس 1940، وريما توسيع حدودها وخاصة في كاريليا الشرقية اعتمادًا على نجاح الغزو الألماني للاتحاد السوفيتي. دعمت بعض الجماعات اليمينية، مثل جمعية كاريليا الأكاديمية، أيديولوجية فنلندا الكبرى.

### خطط الحرب الألمانية والفنلندية
ما تزال مسألة متى ولماذا استعدت فنلندا للحرب مبهمة إلى حد ما. ذكر المؤرخ وليم آر. تروتر أنه «ثبت حتى الآن أنه من المستحيل تحديد التاريخ الدقيق الذي أخذت فيه فنلندا الثقة بشأن عملية بارباروسا» وأن «لا الفنلنديين ولا الألمان كانوا صريحين تمامًا مع بعضهم البعض فيما يتعلق بأهدافهم وأساليبهم الوطنية. على أي حال، لم تكن الخطوة من التخطيط للطوارئ إلى العمليات الفعلية، عندما جاءت، أكثر من مجرد إجراء شكلي».
خططت الدائرة الداخلية للقيادة الفنلندية، بقيادة ريتي ومانرهايم، بنشاط لعمليات مشتركة مع ألمانيا تحت غطاء من الحياد الغامض ودون اتفاقات رسمية، بعد أن ثبت عدم جدوى التحالف مع السويد -وفقًا للتحليل التلوي الذي أجراه المؤرخ الفنلندي أولي فيهفيلانين. ودحض ما يسمى «نظرية الأخشاب الطافية» بأن فنلندا كانت مجرد قطعة من الأخشاب الطافية جُرفت دون حسيب ولا رقيب في منحدرات سياسات القوة العظمى. حتى ذلك الحين، خلص معظم المؤرخين إلى أن فنلندا لم يكن لديها أي بدائل واقعية للتعاون مع ألمانيا في ذلك الوقت. في 20 مايو دعا الألمان عددًا من الضباط الفنلنديين لمناقشة تنسيق عملية بارباروسا. اجتمع المشاركون في 25-28 مايو في سالزبورغ وبرلين، واستمروا في اجتماعهم في هلسنكي منذ 3 وحتى 6 يونيو. اتفقوا على وصول القوات الألمانية، والتعبئة الفنلندية، والتقسيم العام للعمليات. واتفقوا أيضًا على أن يبدأ الجيش الفنلندي التعبئة في 15 يونيو، لكن الألمان لم يكشفوا عن التاريخ الفعلي للهجوم. اتخذت الدائرة الداخلية للقادة السياسيين والعسكريين القرارات الفنلندية، دون علم بقية الحكومة، ولم يبلغوهم أن هناك حاجة لتعبئة الاحتياط حتى 9 يونيو، ويعزى ذلك إلى التوترات بين ألمانيا والاتحاد السوفيتي.